# Teorema de Fermat (punts estacionaris)
Aquest article es refereix al teorema de Fermat per als punts estacionaris, vegeu aquí: l'Últim teorema de Fermat

La derivada s'anul·la en els màxims i mínims locals, per la qual cosa la tangent és horitzontal.

El teorema de Fermat és un teorema d'anàlisi matemàtica, anomenat així en honor de Pierre de Fermat. Dona un mètode per a trobar els màxims i mínims locals de les funcions derivables. El teorema estableix que cada extrem local és un punt estacionari de la funció (la funció derivada val zero en aquest punt). Per tant, emprant el teorema de Fermat, el problema de trobar els extrems locals d'una funció es redueix al problema de resoldre una equació.
És important aclarir que el teorema de Fermat només dona una condició necessària perquè un punt sigui extrem local. És a dir, alguns punts estacionaris, no són extrems (hi ha punts d'inflexió). Per a verificar si un punt estacionari és un extrem local i saber si es tracta d'un màxim o d'un mínim cal analitzar la derivada segona i de vegades les derivades d'ordre superior (si existeixen).

## Teorema de Fermat
El teorema de Fermat s'expressa com:
| Sigui {\displaystyle f\colon (a,b)\rightarrow \mathbb {R} } una funció i sigui {\displaystyle \displaystyle x_{0}\in (a,b)} un extrem local de {\displaystyle \displaystyle f}. Si {\displaystyle \displaystyle f} és derivable a {\displaystyle \displaystyle x_{0}} llavors {\displaystyle \displaystyle f'(x_{0})=0}. Pierre de Fermat |

## Applicació a l'optimització
Com a corol·lari, un extrem global d'una fuinció f en un domini A només pot ser: a les fronteres, als punts no derivables o als punts estacionaris.
Si {\displaystyle x_{0}} és un extrem global de f, llavors alguna de les següents afirmacions és certa:
- frontera: {\displaystyle x_{0}} és a la frontera de A
- no derivable: f no és derivable a {\displaystyle x_{0}}
- punt estacionari: {\displaystyle x_{0}} és un punt estacionari de f

## Demostració
Se suposarà que {\displaystyle \displaystyle x_{0}} és un màxim local (una demostració similar es pot fer si {\displaystyle \displaystyle x_{0}} és un mínim local). Llavors {\displaystyle \exists \,\delta >0} tal que {\displaystyle (x_{0}-\delta ,x_{0}+\delta )\subset (a,b)} i tal que es té {\displaystyle f(x_{0})\geq f(x)\,\forall x} amb {\displaystyle \displaystyle |x-x_{0}|<\delta }. Per tant, per a qualsevol {\displaystyle h\in (0,\delta )} es compleix que
{\displaystyle {\frac {f(x_{0}+h)-f(x_{0})}{h}}\leq 0.}
Com que el límit d'aquesta fracció quan {\displaystyle \displaystyle h} tendeix a 0 per l'esquerra existeix i és igual a {\displaystyle \displaystyle f'(x_{0})} s'arriba a la conclusió de què {\displaystyle f'(x_{0})\leq 0}. Per altra banda quan {\displaystyle h\in (-\delta ,0)} es compleix que
{\displaystyle {\frac {f(x_{0}+h)-f(x_{0})}{h}}\geq 0}
Altre cop el límit quan {\displaystyle \displaystyle h} tendeix a zero per l'esquerra existeix i és igual a {\displaystyle \displaystyle f'(x_{0})} per tant resulta que {\displaystyle f'(x_{0})\geq 0}.
En conclusió ha de ser {\displaystyle \displaystyle f'(x_{0})=0}.